# Hermann Mertlitsch
Hermann Mertlitsch (* 18. August 1821 in Freudenthal in der Oberkrain (Bistra), Gemeinde Oberlaibach (Vrhnika), Bezirk Laibach, Krain; † 20. Januar 1872 in Klagenfurt) war Notar und Abgeordneter zum Österreichischen Abgeordnetenhaus.

## Leben
Hermann Mertlitsch war Sohn des  Bezirksrichters, Notars und Herrschaftsverwalters Franz Mertlitsch († 1853). Er besuchte von 1832 bis 1834 ein Gymnasium in Laibach und danach ab 1834 in Klagenfurt. Ab 1840 studierte er Rechtswissenschaften an der Universität Wien. Im Jahr 1851 wurde er Notar in Völkermarkt, ab 1871 in Klagenfurt. Er war auch Besitzer einer Landwirtschaft (dem Skorianzhof) in Gablern (Gemeinde Eberndorf, Bezirk Völkermarkt).
Er war römisch-katholisch und verheiratet mit Mathilde Paulin, mit der er mindestens vier Töchter und einen Sohn hatte.

## Politische Funktionen
Hermann Mertlitsch war von 1861 bis 1862 und von 1867 bis 1871 im Kärntner Landtag (1., 2. und 3. Wahlperiode). Von 1870 bis 1871 war er im Landesausschuss.
Er war vom 20. Mai 1867 bis zum 21. Mai 1870 Abgeordneter des Abgeordnetenhauses im Reichsrat (II. Legislaturperiode, Kronland Kärnten, Kurie Landgemeinden).

## Klubmitgliedschaften
Hermann Mertlitsch war ab 1867 Mitglied im Herbst-Kaiserfeld'schen Klub. Ab dem 2. Oktober 1867 war er im  Klub der Linken, ab dem 27. Januar 1869 im Klub der neuen Linken.